# Човон (округ)
Округ Човон (англ. Chowan County) располагается в штате Северная Каролина, США. Официально образован в 1668 году. По состоянию на 2010 год, численность населения составляла 14 793 человека.

## География
По данным Бюро переписи США, общая площадь округа равняется 603,471 км2, из которых 448,070 км2 суша и 157,990 км2 или 26,000 % это водоёмы.

## Население
По данным переписи населения 2010 года в округе проживает 14 793 жителей в составе 5 580 домашних хозяйств и 4 006 семей. Плотность населения составляет 32,00 человека на км2. На территории округа насчитывается 6 443 жилых строений, при плотности застройки около 14,00-ти строений на км2. Расовый состав населения: белые — 62,00 %, афроамериканцы — 34,30 %, коренные американцы (индейцы) — 0,30 %, азиаты — 0,40 %, гавайцы — 0,00 %, представители других рас — 1,80 %, представители двух или более рас — 1,20 %. Испаноязычные составляли 3,20 % населения независимо от расы.
В составе 30,30 % из общего числа домашних хозяйств проживают дети в возрасте до 18 лет, 53,00 % домашних хозяйств представляют собой супружеские пары проживающие вместе, 15,70 % домашних хозяйств представляют собой одиноких женщин без супруга, 28,20 % домашних хозяйств не имеют отношения к семьям, 25,30 % домашних хозяйств состоят из одного человека, 12,10 % домашних хозяйств состоят из престарелых (65 лет и старше), проживающих в одиночестве. Средний размер домашнего хозяйства составляет 2,48 человека, и средний размер семьи 2,94 человека.
Возрастной состав округа: 23,90 % моложе 18 лет, 9,60 % от 18 до 24, 24,10 % от 25 до 44, 24,40 % от 45 до 64 и 24,40 % от 65 и старше. Средний возраст жителя округа 40 лет. На каждые 100 женщин приходится 88,10 мужчин. На каждые 100 женщин старше 18 лет приходится 84,60 мужчин.
Средний доход на домохозяйство в округе составлял 30 928 USD, на семью — 36 986 USD. Среднестатистический заработок мужчины был 29 719 USD против 19 826 USD для женщины. Доход на душу населения составлял 15 027 USD. Около 13,70 % семей и 17,60 % общего населения находились ниже черты бедности, в том числе — 25,50 % молодежи (тех, кому ещё не исполнилось 18 лет) и 16,70 % тех, кому было уже больше 65 лет.